# نظرية الجوافة (مسلسل)
نظرية الجوافة، مسلسل تلفزيوني مصري عرض في رمضان 1434هـ/2013م.

## قصة المسلسل
تدور أحداث المسلسل في إطار كوميدي عن ثورة 25 يناير من خلال شخصية طبيبية نفسية (إلهام شاهين) التي تلاحظ أن المرضى المترددين على عيادتها النفسية أصبح عددهم أكثر بكثير وأن أكثر مشاكلهم النفسية مرتبطة ارتباط وثيق بما يحدث في المجتمع ومصر بعد ثورة 25 يناير.

## بطولة
- إلهام شاهين
- رجاء الجداوي
- فتحي عبد الوهاب
- أشرف عبد الباقي
- هاني رمزي
- أحمد بدير
- نهال عنبر
- انتصار
- هالة صدقي
- نيللي كريم
- عزت العلايلي
- صفية العمري
- علاء مرسي
- صابرين
- سمير صبري
- ريم البارودي
- ياسر علي ماهر
- هياتم
- نجوى فؤاد
- ناهد السباعي
- أمير شاهين
- تامر عبد المنعم
- طارق التلمساني
- أميرة هاني
- هدى
- سماح أنور
- غسان مطر
- سما مطر
- مايا